# Clausenia capensis
Clausenia capensis är en stekelart som beskrevs av Annecke och Mynhardt 1970. Clausenia capensis ingår i släktet Clausenia och familjen sköldlussteklar. Inga underarter finns listade i Catalogue of Life.